# Lilián del Río
Pour les articles homonymes, voir Del Rio.
Lilián del Río (1930-1990) est une meneuse de revue argentine. En 1956, elle joue dans la pièce Ni Militar, ni Marino… El Presidente Argentino portant sur Severo Fernández, avec Martín Egle, Ubaldo Martínez, Margarita Padín, Pedro Quartucci et Enrique Serrano.
Sa seule apparition au cinéma est un rôle principal dans le film Reencuentro con la gloria (1957) jouant avec Martín Karadagián ; le film, réalisé par Ivan Grondona, n'est sorti qu'en 1962.
Del Río était mariée à l'acteur, Héctor Armendáriz (es), qui a mis sa carrière en parenthèse pour pouvoir prendre soin d'elle au cours d'une longue maladie de 8 ans. Elle est décédée d'un cancer en 1990.